# Dominique You (Pirat)

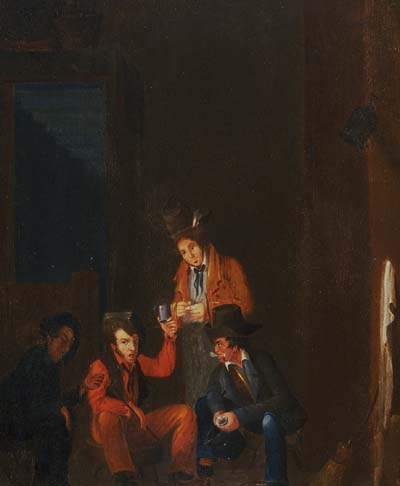
Die Lafitte-Brüder in Dominique Yous Bar.
Gemälde, zugeschrieben John Wesley Jarvis, um 1821.
Louisiana State Museum, New Orleans.

Dominique You oder Youx, eigentlicher Name wohl Frederic Youx (geboren vermutlich zwischen 1770 und 1775 in Saint-Domingue; gestorben am 15. November 1830 in New Orleans), war ein französischer Pirat, der nach 1800 vor allem in der Karibik und dem Golf von Mexiko aktiv war.

## Biografie
Über Youx’ Herkunft ist nichts Sicheres bekannt. Häufig wird fälschlich angegeben, er sei ein älterer Bruder der Piratenbrüder Pierre und Jean Laffite gewesen, mit denen er nach 1812 operierte. Auch die in der historischen Literatur häufiger zu findende Angabe, Youx habe in Napoleons Armee als Artillerist gedient, ist vermutlich falsch.
Erstmals trat er 1805 in Erscheinung, als er mit dem mit einem französischen Kaperbrief ausgestatteten Schiff La Superbe Schiffe aufzubringen begann, die mit der aufständischen Kolonie Saint-Domingue (dem heutigen Haiti) Handel trieben. Die Prise veräußerte er in den westindischen Inseln, er selbst operierte von der kubanischen Hafenstadt Baracoa aus, wo er sich 1807 auch um die Verteidigung des Hafens gegen einen britischen Angriff verdient machte. Dass die französischen Kolonien in den folgenden Jahren an die Briten fielen, hatte für Youx zur Folge, dass er kaum noch sichere Häfen fand und seine zuvor von französischen Behörden ausgestellten Kaperbriefe ihre Anerkennung verlieren würden. Als sich die spanische Hafenstadt Cartagena de Indias im heutigen Kolumbien 1811 für unabhängig erklärte, ließ er sich von den Aufständischen als Kaperer anheuern und machte in den folgenden Jahren unter cartagenischer Flagge Jagd vor allem auf spanische Schiffe. 1812 tauchte er erstmals in New Orleans auf. Hier arbeitete er bald eng mit den berüchtigten Brüdern Pierre und Jean Laffite zusammen, die aus ihren Stützpunkten in den schwer zugänglichen Sümpfen Louisianas heraus als Freibeuter und Schmuggler operierten.
1814 wurde er von einer Jury in New Orleans in Abwesenheit wegen Piraterie verurteilt und wurde festgenommen. Als im Herbst des Jahres während des Britisch-Amerikanischen Krieges jedoch britische Truppen nahe New Orleans landeten, bot er den amerikanischen Verteidigern der Stadt seine Dienste an und wurde wie viele andere kampfwillige Sträflinge aus dem Gefängnis entlassen. In der Schlacht von New Orleans am 8. Januar übertrug ihm Andrew Jackson den Befehl über eine Artilleriekompanie, die sich bei der erfolgreichen Verteidigung der Stadt besonders auszeichnete. Nach der Schlacht ließ er sich als ehrbarer Bürger in New Orleans nieder.